# Modelpress
modelpress（日语： Moderupuresu */?）是日本新聞網站，由株式會社Net Native經營。最初以時裝為報導主題，後來逐漸延伸至娛樂、美容和節食等女性有興趣的話題，成為日本最大型面向女性的新聞網站。

## 概要
網站平均一日發出40本至70篇報導，為日本國內外的入門網站提供新聞內容，日本的34個主要網站也有轉載其報導，對像包括Yahoo Japan、Google新聞、mixi新聞、Livedoor新聞、BIGLOBE新聞、BIGLOBE唯美新聞、excite新聞、女性excite新聞、infoseek新聞、Nifty新聞、Niconico新聞、Ameba News、NewsCafe、產經生活新聞、109NET、RUNWAY channe、girlswalker、Newswalker、GRP、RADIANT、Commentator、Puri圖像、Yomerumo、bijin-topic、mu-mo、Fan App和JJ-STREET等等。網站以13歲至43歳的女為主要對像，而讀者人數亦壓倒性地以女性為主，其中十多歲的女性佔百分之33.8，20至35歲的女性佔約百分之52。2013年11月，網站的一個月的點擊接近1億次，如果包含入門網站的話則是約100億次。根據Alexa Internet的統計，網站在2014年7月時，世界排行為11,849位，而日本排名則是710位。
2014年7月時，網站官方Twitter帳戶追隨者超過32萬人，是日本雜誌官方Twitter中追隨者人數最多的，Facebook支持者則超過110萬人，是日本新聞網站中最多的。將Facebook的讚好數和Twitter的追隨者人數相加，網站在2014年6月以140萬超越相加人數為100萬日經新聞電子版成為最多人支持的日本媒體，並且獲形容為日本最具影響力的社會化媒體。

## 外部連結
- 官方网站（日語）
- Modelpress的X（前Twitter）（日語）
- Modelpress的Facebook專頁（日語）